# Michel Gonin
Michel Gonin est un physicien français, directeur de recherche au CNRS, membre du Laboratoire Leprince-Ringuet (LLR), professeur à l’École polytechnique, professeur invité à l'Université de Tokyo et directeur du laboratoire international ILANCE. Il est spécialiste en physique nucléaire, physique des particules et physique des neutrinos. Ses thèmes de recherche sont en relation avec la cosmologie primordiale de l'Univers. Il a participé à deux découvertes majeures : la production du plasma de quarks et de gluons dans les collisions d’ions lourds et l’observation du phénomène d’apparition de neutrinos électrons dans le mécanisme quantique d’oscillation de saveurs.

## Biographie
Après l’obtention d’une licence et d’une maitrise de physique et d’un diplôme d’études approfondies, il a soutenu en 1987 une thèse de l’Université de Strasbourg en physique nucléaire sur le mécanisme de fusion incomplète. Après un séjour postdoctoral au Texas à l’Université A&M du Texas dans le groupe de Joe Natowitz spécialiste des noyaux nucléaires très chauds (1987-1989), il est recruté comme physicien au Laboratoire national de Brookhaven dans l'état de New-York pour travailler dans le groupe de Olé Hansen sur la matière nucléaire très dense. Il revient en France en 1995 pour être recruté au CNRS comme chargé de recherche au Laboratoire Leprince-Ringuet de l’École polytechnique et travailler sur le déconfinement des quarks et des gluons. Entre 1995 et 1998, il est professeur invité à l'Institut Niels Bohr de Copenhague. Michel Gonin a occupé de nombreuses responsabilités nationales et internationales et dirigé huit thèses de doctorat. En 2019, il est promu au grade de Directeur de recherche de classe exceptionnelle au CNRS. Au printemps 2021, il est nommé professeur invité à l’Université de Tokyo et directeur du Laboratoire international d’astrophysique, de neutrinos et de cosmologie ILANCE.
Parallèlement à ses activités de recherche, il enseigne la physique nucléaire et la mécanique quantique à l’École nationale supérieure des mines de Paris de 1998 à 2004 et donne des cours dans des universités en France ou à l’étranger (Paris 11, CERN, NBI au Danemark, NIKHEF aux Pays-Bas...). Nommé professeur chargé de cours en 2001, puis professeur de physique en 2004, il enseigne à l’École polytechnique la physique des particules élémentaires ainsi que les défis énergétiques liés à l’utilisation des ressources fossiles. De 2011 à 2021, il a également dirigé le concours d’admission à l’École polytechnique pour le cycle ingénieur. Sous son impulsion, le recrutement des polytechniciennes et polytechniciens se diversifie grâce à l’ouverture du concours au handicap, au développement de nouvelles filières de recrutement comme la filière de formation francophone pour les candidats internationaux d’Afrique et du Liban, les filières universitaires et la filière biologie. En 2017 et 2020, il devient chevalier de la légion d'honneur et des palmes académiques.

## Travaux de recherche
Il commence sa carrière de chercheur en travaillant sur le mécanisme de fusion incomplète aux énergies de l’accélérateur national Grand accélérateur national d'ions lourds, avant d’étudier durant ses trois années postdoctorales aux USA les températures limites des noyaux chauds et leur influence sur les mécanismes de fission pour les noyaux lourds et de vaporisation complète pour les noyaux légers. Il travaille durant cette période dans plusieurs laboratoires américains comme ceux d’Oak Ridge dans le Tennessee et d'Argonne à Chicago, et aux cyclotrons des universités d'état du Michigan et A&M du Texas.
Il participe en 1990 à un nouveau programme de collisions d'ions lourds à l’accélérateur AGS de Brookhaven aux USA pour produire et étudier en laboratoire une matière nucléaire très dense, comparable à celle présente dans les étoiles à neutrons. Il rejoint en 1995 l'expérience NA50 du CERN pour étudier en laboratoire la phase déconfinée de quarks et de gluons présente dans notre Univers primordial quelques microsecondes après le Big-Bang. Les résultats sur la suppression anormale de la particule J/psi obtenus par l’équipe du LLR confirment en 1998 l'existence du plasma de quarks et gluons. Ces résultats lui valent la médaille d'argent du CNRS en 2000. Michel Gonin engage ensuite, de 2000 à 2009, une participation du LLR à la caractérisation de cet état primordial avec l’expérience PHENIX de l’accélérateur RHIC aux USA.
En 2006, il décide d’aborder un nouveau domaine : les oscillations de neutrinos. Avec son équipe du LLR, il participe en particulier à la phase de construction des détecteurs proches de l’expérience japonaise T2K, et mesure les premiers faisceaux neutrinos muons délivrés fin 2009 par l’accélérateur de protons de J-PARC. Leur découverte de l’apparition des neutrinos électrons dans un faisceau de neutrinos muons en 2013 confirme le mécanisme d’oscillation de saveur pour des neutrinos massifs et ouvre la voie aux études actuelles de violation de la symétrie CP dans la disparition de l’antimatière de l'Univers primordial. Avec d'autres, ces résultats sur les oscillations de neutrinos furent salués en 2015 par le prix Nobel de physique et par le Fundamental Physics Breakthrough Prize.  En 2020, la collaboration T2K observe une forte asymétrie matière-antimatière. Parallèlement, Michel Gonin rejoint avec son équipe du LLR l’expérience Super-Kamiokande en 2016 pour un nouveau programme original de cosmologie grâce à l’ajout de gadolinium dans l’immense cuve d’eau servant de détecteur. Leur objectif est de mesurer le taux d’explosions de supernovae, depuis la formation des premières étoiles jusqu’à nos jours.